# 塔什干拖拉机足球俱乐部
塔什干拖拉机足球俱乐部（Traktor Tashkent）是乌兹别克斯坦足球俱乐部，位于首都塔什干，俱乐部建于1968年，是乌兹别克斯坦联赛球队。 